# بیلیائیفکا
بیلیائیفکا (به روسی: Біляївка) شهری در استان اودسا در کشور اوکراین واقع شده‌است. جمعیت این شهر ۱۲,۴۷۷ نفر (۲۰۲۱ تخمینی)است.

## نگارخانه

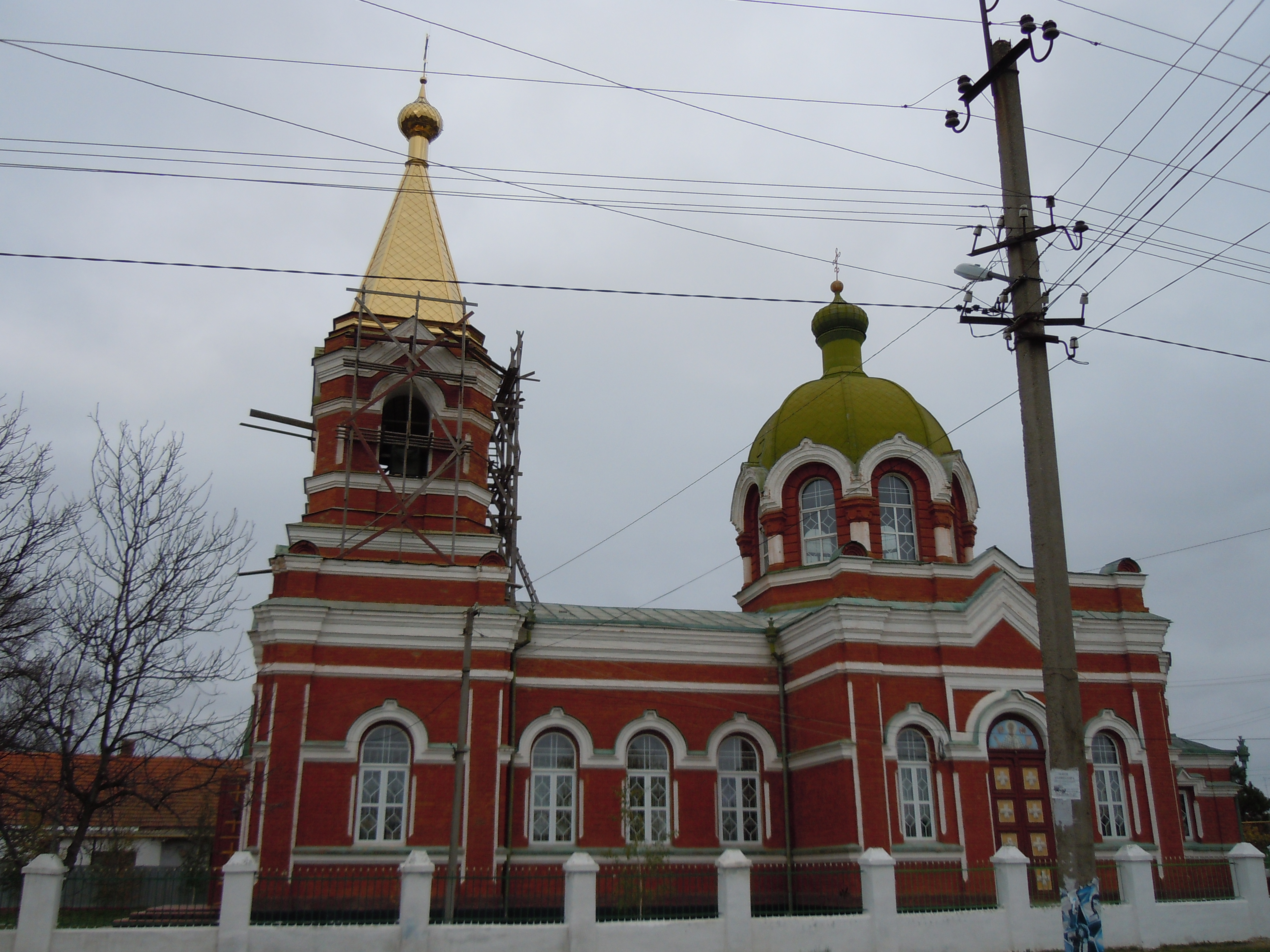
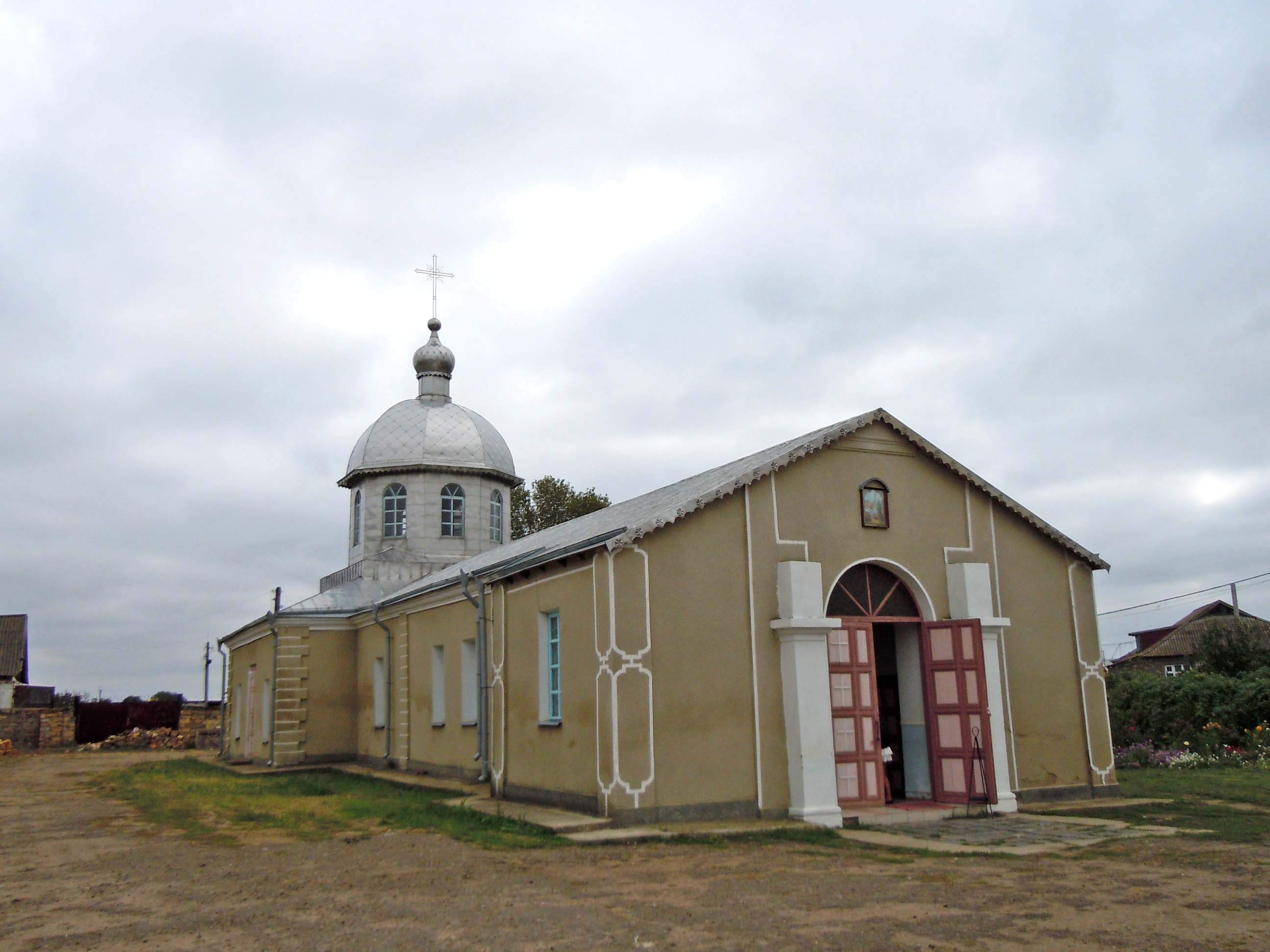
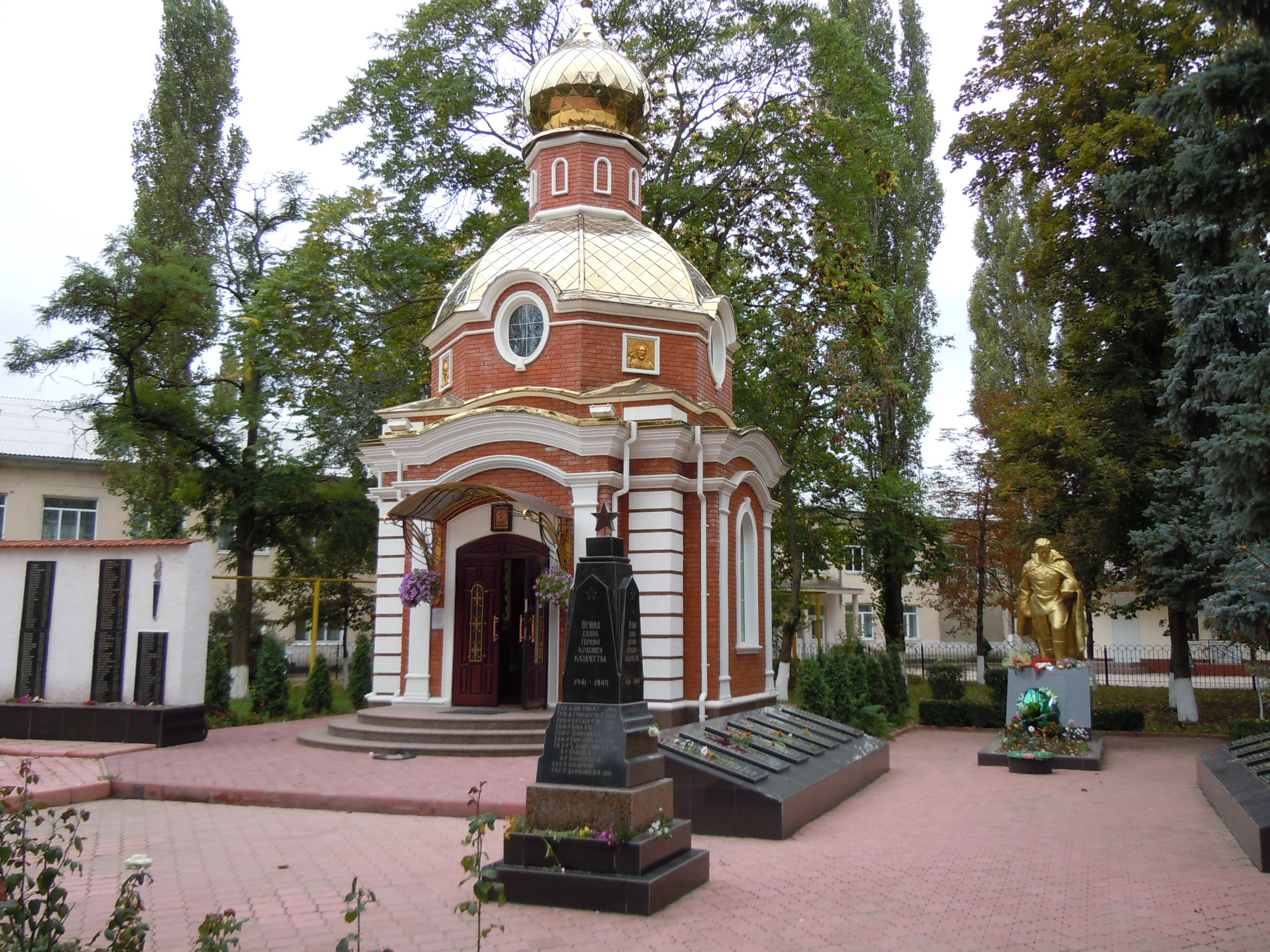
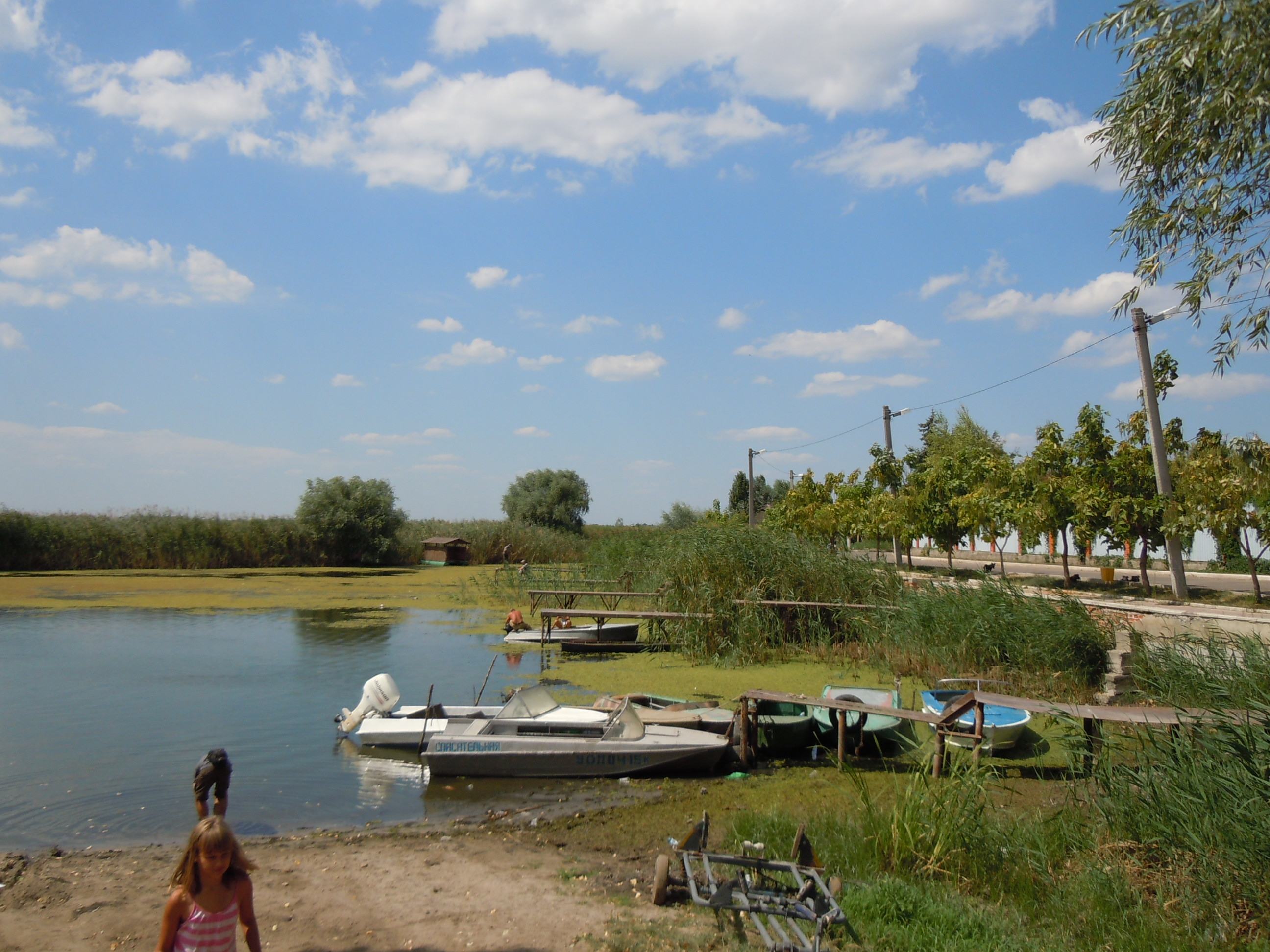
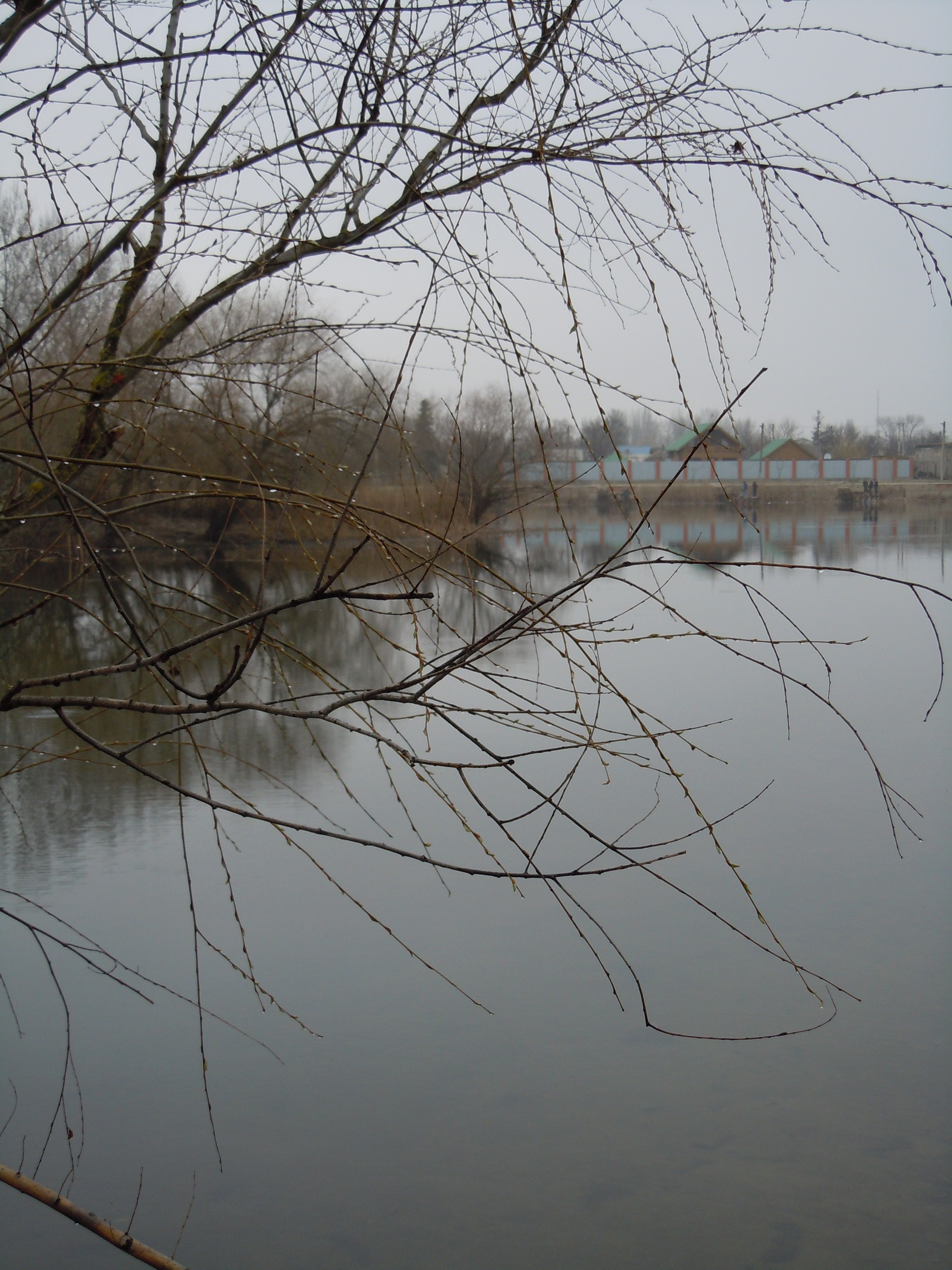